# Salernói-öböl
A Salernói-öböl öböl a Tirrén-tengeren, délnyugat-Olaszországban, Salerno megye (olaszul: provincia) partján. Északi része a turisták által látogatott Amalfi-part, melynek városai Salerno, Amalfi, Maiori és Positano.
A Nápolyi-öböltől északon a Sorrentói-félsziget választja el. Délen a Licosa-fokig tart.